# Преображенская церковь (Берковщина)
Преображенская церковь в деревне Берковщина (в более раннем варианте название деревни звучало как Берковщизна; сейчас - д. Заречное, Мядельский район, Минская область) - униатская церковь (1713-1839 гг.), православная (1839-1895). В настоящее время не существует.

## Униатская церковь
В 1713 г. при поддержке Самуила и Констанции Вильгопольских была построена деревянная униатская церковь на каменном фундаменте. Церковь входила в состав Долгиновского деканата Киевско-Виленской епархии.
В архиве Литовской греко-униатской консистории сохранилось описание церковного прихода в Берковщине за 1766 год, составленный настоятелем церкви Игнатом Зенковичем. При церкви в плебании проживала семья Игната Зенковича ("фамилия домовая") - 10 человек. В Берковщизне с Заречным, собственности Мартина Оскерко, насчитывалось 80 прихожан. В Субочах, разделённых между тремя землевладельцами (Оскерко, Визгардом и Родевичем) - 82. В Лётках - 26, Слабодке - 88, Родевичах - 60, Должанах - 53, Сватковщине - 61, Наврах - 116, Городище - 21, Осово - 207, Будках - 49, Кусях (принадлежали Родевичам) - 64.
В 1780-х гг. при церкви служил священник Ян Зенкович.
В 1799 г. - Ян Мацкевич, позднее - Ян Домашевский.
С 1825 г. администратором Костеневичским и Берковщинским стал священник Яков Прокопович (1799-1869), который родился в семье дворянина Минской губернии Яна Прокоповича. Он окончил школу при базилианском монастыре. 10 августа 1824 г. был посвящен в сан священника титулярным оршанским епископом Адрианом Головней и направлен на службу в Пережирскую церковь в Игуменский повет. В 1825 г. переведен в Берковщинскую церковь.
В Национальном историческом архиве Беларуси хранится метрическая книга Берковской униатской церкви за 1833 год.
Сохранилась "Ревизская сказка фольв. Берковщизна пом. Иосифа Козелла за 1834 год", что находился в Кривичской волости. В 1834 г. священник имел деревянный дом на церковной земле и получал жалование 236 рублей серебром в год. У священника Якова Прокоповича в то время была большая семья. Жена Анна Андреевна, которая была на два года моложе, родила шесть сыновей: Антона, Леопольда, Леона, Иосифа, Коэтана, Ивана и пять дочерей: Анну, Юлианну, Камиллу, Фелициану и Марианну. В семье священника воспитывался и пасынок Пётр, сын Томаша Василевского. В 1834 г. Пётр учился в базилианской школе в Борунах. В доме Якова Прокоповича проживала его тёща Анна Карлович (по другим сведениям - Корнилович) вместе со своей 22-летней дочерью Марией. При церкви в 1834 г. жил 70-летний звонарь Корнила Константинов Апанасович с братом и двумя сыновьями.

## Православная церковь
В 1839 году постановлением Полоцкого собора униатская церковь на территории западных губерний была запрещена. Приходские храмы были переведы под православную юрисдикцию. В Преображенской церкви в Берковщине строится новый алтарь.
14 декабря 1841 г. Высокопреосвященнейшим Антонием, архиепископом Минским и Бобруйским, был освящен новый алтарь.
Согласно "Клировой ведомости Берковщинской церкви Преображения Господня за  1847 год", при церкви проживал Илья Корнилович Апанасович вместе с семьей. В 1847 г. сыновья Якуба Прокоповича учились в Виленском уездном училище за казённые деньги, дочери оставались в Берковщине при отце. Пасынок Пётр Фомич Василевский находился в школе при Березвечском монастыре. Проверка 1847 года зафиксировала отсутствие дарохранительницы, дароносицы, чаши, напрестольного креста и прочей утвари.

К Преображенской церкви в Берковщине была приписана Марциановская деревянная церковь в Сватках, состояние которой было еще более бедное:
"Неизвестно кем и когда построена; престол в ней один во имя Пресвятой Богородицы; здание деревянное крепкое; утвари нет; причта нет; жилого дома нет; земли нет".
В 1857 г. Яков Прокопович составил "Главную церковную и ризничную опись Берковской Преображенской церкви за 1857 год". В длину церковь была 22 аршина, шириной - 12. В ней был один алтарь. На церкви был один купол с железным крестом. Крыша на церкви и куполе была гонтовой. Отдельно от церкви стояла деревянная колокольня на каменном фундаменте с тремя колоколами.
В 1863 г. в причетнический класс на полное казенное содержание был принят Иван Андрушкевич, сын дьячка Берковской церкви Вилейского уезда. Антону Андрушкевичу было отказано в принятии в низшее отделение училища на казенное содержание резолюциею Его Высокопреосвященства: "Отцы должны воспитывать в низшем отделении училища на своем содержании".
1 мая 1864 г., согласно "Литовских епархиальных ведомостей", Яков Прокопович отслужил торжественный молебен за здоровье монарха и отмену крепостного права.
По документам Национального исторического архива в г.Гродно, до 1869 года настоятелем Преображенской церкви в Берковщине был Яков Прокопович, дьячком - Осип Андрушкевич.
"Литовские епархиальные ведомости" от 15 января 1865 года сообщают следующее:
"Священник Берковской церкви (Вилейского уезда) Иаков Прокопович объявил, что в 1-й день месяца мая 1864 года, по просьбе прихожан вверенной ему церкви отслужена была литургия с молебном при большом стечении народа о здравии Августейшего Монарха за освобождение их от крепостной зависимости; при том крестьяне в память такового освобождения собственными средствами приобрели в церковь две хоругви, ценою в 8 руб. серебром каждая".
В 1867 году был принят в Виленское училище Виктор Апанасевич - сын умершего зашт. причетника Берковской ц. Вилейского уезда. Принят в причетнический класс при Виленском училище Антон Андрушкевич - сын дьячка Берковицкой церкви того же уезда.
8 апреля 1869 г. церковь в Берковщине посещал с ревизией Вилейский доброчинный протоиерей Ипполит Балицкий. В этом же году новым священником "Берковщизнянской церкви" был назначен Фёдор Померанцев, который до своего назначения служил диаконом при Молодечненской церкви. В 1869 и до июня 1875 года он являлся настоятелем церкви в Берковщине. Позднее служил в различных приходах Слонимского и Дисненского уездов. Умер в 1895 году.
В 1870 г. при Берковской церкви Литовской епархии было открыто попечительство.
Берковская церковь была весьма бедной. В 1871 взнос от доходов церкви (кружечного, кошелькового и свечного) составил всего 2-50 р. Соседняя Княгининская церковь была еще беднее -  взнос составил 2 руб.
В 1875 году Берковскую церковь после настоятельных прошений покинул священник Фёдор Померанцев.
"Литовские епархиальные ведомости" от 15 июня 1875 года сообщают: "Перемещен, по прошению, 6-го сего июня, священник Берковщизнянской ц. Вилейского уезда, Федор Померанцев к Говейновицкой ц., Слонимского уезда".
22 июня 1875 года "Литовские епархиальные ведомости" сообщают иные сведения: "Оставлен, по прошению, на прежнем приходе, при Берковщизнянской ц., священник Федор Померанцев, перемещенный, по прошению же, 6-го сего июня, к Говейновицкой церкви".
21 сентября 1875 г. та же газета сообщает: "Перемещен 13-го сего сентября, согласно прошению, священник Берковщизнянской церкви, Вилейского уезда, Федор Померанцев к Брянской церкви, Бельского уезда".
Преображенская церковь в Берковщине была включена в состав соседнего прихода в Княгинине. Новым священником стал Михаил Бирюкович, который с 1866 года служил в соседней Княгининской церкви и преподавал в Княгининском народном училище. Он вышел "за штат" согласно собственному прошению в 1891 году и умер 31 августа 1897 г. в возрасте 81 года.
Преображенская церковь утратила статус приходской, богослужения в ней проходили редко. В "Расписании приходов и причтов Литовской епархии Вилейского уезда" (1876) Свято-Троицкая в с.Княгинине и Преображенская в с. Берковщизне были объединены в один приход с 1 настоятелем и 1 псаломщиком. В состав прихода входили следующие населённые пункты: с. Княгинин, деревни Важгольки, Мацкевичи (вероятно, Митьковичи), Половики, Куси, Яцкевичи, Подберезье, Холши, Пясечнои, Нивки, Шималы, Колики, Заречны, Киречиново, Городище, Холм, Довжаны, Новры и Выголевичи.
"Литовские епархиальные ведомости" от 18 апреля 1876 года коротко упоминают про упразднение прихода в Берковщине: "... Упраздненных приходов Берковщизнянского и Путятинского, Виленской губернии, священники уже вышли, остались только псаломщики".
"Литовские епархиальные ведомости" от 25 апреля 1876 года сообщают про убытие псаломщика: "17 апреля и.д. псаломщика Берковщизнянской церкви (приход упразднен) Иосиф Андрушкевич перемещен в с. Хожево, Вилейского уезда, на таковую же должность".
В 1870-е гг. в Кривичской волости существовала отдельная Берковщинская сельская община, которая охватывала деревни: Заречное, Берковщина, Лётки, Субочи, Боровые, Лозовые, Кержино, застенок Задубенье.
В 1893 г. в книге Н. Извекова "Статистическое описание православных приходов Литовской епархии" рассказывалось про приписную церковь Княгининского прихода Вилейского благочиния: "При церкви приписной есть еще 49 дес." (земли - прим.).
В 1896 г. в книге "Материалы по истории и географии Дисненского и Вилейского уездов Виленской губернии" также упоминалось про церковь в Берковщине:
"В Берковщине, около д. Заречное, когда-то была самостоятельная церковь".
Согласно воспоминаниям Демидовича Сергея Фёдоровича (род. 30.03.1923 г.) из д. Княгинин, его отец 1866 года рождения в свое время рассказывал, что основная православная церковь была в Берковщине. Соседняя Княгининская церковь была только небольшой кладбищенской церковью. После того, как церковь в Берковщине сгорела, основной церковью стала Княгининская церковь. Отец также рассказывал, что в Княгининской церкви вначале одну неделю молились униаты, затем одну неделю молились православные.

## XX столетие
Согласно "Ведомости Княгининской церкви" за 1916 год, ферма Берковщина принадлежала причту Княгининской церкви и сдавалась в аренду помещику Иосифу Козелл-Поклевскому за 286 руб. 50 копеек в год. В 1916 г. причт денег за аренду не получил, так как земля и сенокос по причине войны не были использованы арендатором.
В 1916 г. при Княгининской церкви числилась приписная церковь (скорее всего, в Берковщине). На кладбище при бывшей Преображенской церкви хоронили солдат русской императорской армии, пострадавших в годы Первой мировой войны от газовых атак.
Кладбищенская церковь находилась в д. Нивки с одним престолом в честь Св. Великомученика Георгия Победоносца; храмовый праздник 26 ноября. На кладбище в Выголовичах была часовня.
После Октябрьской революции в 1917 г. представители Кривичского волостного Совета крестьянских и батрацких депутатов в Берковщине открыли школу в доме помещика.
В 1924 г., во времена II Речи Посполитой, через Земельное правление в Вилейке, от Княгининской церкви было отобрано 72 гектаров земли в Берковщине, Клесине и Митьковичах. Вместе с землей отобрали в фольварке дом, гумно и амбар. Новым владельцем стал помещик Фортунаций Козелл-Поклевский. Он был хорошим хозяйственником. Здесь располагались хлев, амбар, молотилка, спиртзавод. В Вильно возили на продажу масло. Батракам помещик платил достойно. Подпасок получал 4,5 пудов жита в месяц.
В 1933 г. в Берковщине насчитывалось 9 хозяйств, проживало 19 мужчин и 24 женщины.
Во время Второй мировой войны помещик вместе с женой, сыном Юреком и дочерью Галиной выехал в Польшу. После войны Юрек в форме майора польской армии приезжал в Берковщину. Имение в Берковщине было сожжено партизанами. Остатки Преображенской церкви могли использоваться в качестве строительного материала для ремонта Свято-Троицкой церкви в Княгинине.
В советское время деревянный крест на месте бывшей церкви был спилен на дрова. Расположенное здесь кладбище по приказу председателя местного колхоза было уничтожено экскаваторами. Вначале оттуда брали песок для подсыпки дорог, позднее распахали.

## На современном этапе
В 2003 г. в Берковщине, которая стала частью деревни Заречное, насчитывалось 8 хозяйств, проживало 18 человек.

Сохранилась также массивная мемориальная плита с надписью:
"1869 год. Здесь покоится иерей Яков Прокопович с супругою Анной, матерью, зятьями и внуками. Со святыми упокой Христе Боже раб твоих. Дети родителям и родным".
На месте бывшей церкви местными жителями была откопана каменная чаша для святой воды, которая в свое время была при входе в униатскую церковь.